# (582) Olimpia
(582) Olimpia es un asteroide perteneciente al cinturón de asteroides descubierto el 23 de enero de 1906 por August Kopff desde el observatorio de Heidelberg-Königstuhl, Alemania.
Está nombrado por la antigua ciudad griega de Olimpia.